# 旅行博士観光バス
旅行博士観光バス株式会社（りょこうはかせかんこうバス）は、福岡県朝倉郡筑前町に本社を置いていた貸切バス専業のバス事業者。

## 概要
設立当初は韓国の旅行会社「株式会社旅行博士」が母体で、日本初の外資系観光バス会社として設立された。
2008年に母体変更によりトラベル・テースト・ジャパンに社名変更された。韓国からのインバウンドツアー輸送を中心に一般貸切も行っていた。

## 事業所
- 本社 : 福岡県朝倉郡筑前町安野103-1

## 沿革
- 2004年5月24日 - 旅行博士の出資により法人を設立。
- 2004年9月21日 - 一般貸切自動車運送事業の許可後、事業開始。

## 車両
三菱ふそう、日野自動車、日産ディーゼル製の車両を保有していた。過去には三菱ふそう・エアロキングを保有していた。